# Estatut d'autonomia del País Basc de 1936

Ikurriña adoptada pel Govern d'Euzkadi

L'Estatut d'autonomia del País Basc de 1936 fou la primera legislació per a l'autogovern del País Basc. Durant la Segona República Espanyola es van desenvolupar diverses propostes. El setembre del 1931 el primer projecte d'Estatut d'autonomia, comprenent Biscaia, Guipúscoa, Àlaba i Navarra, donat suport per carlistes i nacionalistes bascos, va ser rebutjat en les Corts Constituents per sobrepassar els límits constitucionals. Una versió modificada seria rebutjada de nou en 1934 pel govern del Partit Republicà Radical i la CEDA. El 6 d'octubre de 1936 es va aprovar l'Estatut d'autonomia basc, aquesta vegada sense la participació de Navarra, i amb ell la formació d'un primer Govern autònom del 7 d'octubre de 1936 al 30 de març de 1937, presidit per José Antonio Aguirre, del Partit Nacionalista Basc, amb participació de representants del PSOE, PCE, Acció Nacionalista Basca, Izquierda Republicana i Unió Republicana.

## Estatut d'Estella
La primera proposta d'iniciar el procés per aconseguir un Estatut d'Autonomia va ser una iniciativa dels alcaldes del Partit Nacionalista Basc que, a principis de maig de 1931, van encarregar a la Eusko Ikaskuntza la redacció d'un avantprojecte d'Estatut General de l'Estat Basc (o Euskadi), que inclouria Biscaia, Àlaba, Guipúscoa i Navarra. El resultat va ser un intent de síntesi entre el foralisme tradicional i l'estructura dels estats federals moderns que no va satisfer a ningú. Mes i mig més tard, una assemblea dels ajuntaments bascnavarresos reunits a Estella el 14 de juny va aprovar un Estatut més conservador i nacionalista que el de la Eusko Ikaskuntza i que es basava en el restabliment dels furs bascos sotmesos a la Constitució per la Llei de Confirmació de Furs de 1839, juntament amb la Llei d'Amillorament del Fur de 1841.
L'Estatut d'Estella va ser presentat el 22 de setembre de 1931 a les Corts Constituents per una delegació d'alcaldes però va ser rebutjat perquè el projecte se situava clarament al marge de Constitució que s'estava debatent, entre altres coses, per la seva concepció federalista i per la declaració de confessionalitat de l'«Estat basc» (que podria negociar un Concordat particular amb el Vaticà), a més que no reconeixia drets polítics plens als immigrants espanyols amb menys de deu anys de residència a Euskadi. Així l'Estatut es reservava les competències sobre matèries religioses.